# Унгвентаријум
Угвентаријум или балсамаријум (лат. unguentarium) је врста посуда од стакла или керамике у којима су се чували мириси или миришљаве масти, а које су откривене на великом броју хеленистичких и римских локалитета.
Већина ових посуда је налажена у гробовима, по чему су раније добиле име лакримаријум (лат. lacrimarium) - посуда за скупљање суза које су исплакане за покојником.
Угвентаријум је првобитно источњачки производ, где су мириси и уља произвођена.
Балсамарији могу бити различитих облика. Током 1. века најраширенији је био капљичасти балсамариј, са мање или више профилисаним ободом и заобљеним или благо зашиљеним дном, који се јавља од времена Нерона и Флавијеваца. Често су плаво-зелене боје.
Током 1. века у доба Клаудија јављају се и тоалетне боце, већих димензија, код којих тело чини половину целе боце.
Кендлстик или балсамариј у облику свећњака, са проширеним реципијентом, благо увученим дном, дугчким вратом и профилисаним ободом је трећи тип посуда за чување мириса и уља. 